# 熱風 (オールマン・ブラザーズ・バンドのアルバム)
『熱風』（原題：Wipe the Windows, Check the Oil, Dollar Gas）は、アメリカ合衆国のロック・バンド、オールマン・ブラザーズ・バンドが1976年に発表したライブ・アルバム。1972年12月31日から1975年10月24日にかけてのライブ録音が収録され、オリジナルLPは2枚組で発売された。

## 背景
1976年、グレッグ・オールマンのロード・マネージャーであったスクーター・ヘリングがコカイン密売容疑で起訴され、オールマンがヘリングに不利な証言をしたことから、ディッキー・ベッツ、ジェイ・ジョハンソン、ブッチ・トラックスはオールマンを「友達を売った奴」とみなし、オールマン・ブラザーズ・バンドを脱退した。それを機にバンドは解散し、オールマンはソロ活動に転じるが、所属レーベルのCapricorn Recordsはオールマン・ブラザーズ・バンドの新作を要求し、過去のライブ音源集の発売に至った。
全曲ともラマー・ウィリアムズ加入後の録音で、『フィルモア・イースト・ライヴ』（1971年）にも収録されていた「エリザベス・リードの追憶」以外の曲は、本作で初めてライブ録音が発表された。アルバム・タイトルはチャック・ベリーの曲「トゥー・マッチ・モンキー・ビジネス」の歌詞からの引用である。

## 反響・評価
アメリカのBillboard 200では75位に終わり、『アイドルワイルド・サウス』（1970年）以降のアルバム（コンピレーションを除く）としては初めて全米トップ40入りを逃す結果となった。
Bruce Ederはオールミュージックにおいて5点満点中3.5点を付け「極めてソリッドなライブ・アルバムで、とりわけ『ブラザーズ&シスターズ』や『ウィン、ルーズ・オア・ドロウ』からの曲はオリジナルのスタジオ版を上回る表現力であり、オールマン・ブラザーズ・バンドのファンなら聴き逃すべきではない」と評している。

## 収録曲
Side 1
1. メンバー紹介（ビル・グラハム） "Introduction by Bill Graham" – 1:06
2. むなしい言葉 "Wasted Words" (Greg Allman) – 5:13
  - 『ブラザーズ&シスターズ』（1973年）より。
3. サウスバウンド "Southbound" (Dickey Betts) – 6:06
  - 『ブラザーズ&シスターズ』より。
4. ランブリン・マン "Ramblin' Man" (D. Betts) – 7:09
  - 『ブラザーズ&シスターズ』より。

Side 2
1. エリザベス・リードの追憶 "In Memory of Elizabeth Reed" (D. Betts) – 17:23
  - 『アイドルワイルド・サウス』（1970年）より。

Side 3
1. 時はもう無駄に出来ない "Ain't Wastin' Time No More" (G. Allman) – 5:44
  - 『イート・ア・ピーチ』（1972年）より。
2. カム・アンド・ゴー・ブルース "Come and Go Blues" (G. Allman) – 5:07
  - 『ブラザーズ&シスターズ』より。
3. キャント・ルーズ・ホワット・ユー・ネヴァー・ハッド "Can't Lose What You Never Had" (McKinley Morganfield) – 6:45
  - 『ウィン、ルーズ・オア・ドロウ』（1975年）より。

Side 4
1. ドント・ウォント・ユー・ノー・モア "Don't Want You No More" (Spencer Davis, Edward Hardin) – 2:48
  - 『オールマン・ブラザーズ・バンド』（1969年）より。
2. ノット・マイ・クロス "It's Not My Cross to Bear" (G. Allman) – 5:24
  - 『オールマン・ブラザーズ・バンド』より。
3. ジェシカ "Jessica" (D. Betts) – 9:12
  - 『ブラザーズ&シスターズ』より。

## 参加ミュージシャン
- グレッグ・オールマン - ボーカル、オルガン、クラビネット、ギター
- ディッキー・ベッツ - ボーカル、リードギター、スライドギター
- チャック・リーヴェル - ピアノ、エレクトリックピアノ、バックグラウンド・ボーカル
- ラマー・ウィリアムズ - ベース
- ジェイ・ジョハンソン - ドラムス、パーカッション
- ブッチ・トラックス - ドラムス、パーカッション、ティンパニ